# Corynoneura magna
Corynoneura magna är en tvåvingeart som beskrevs av Lars Zakarias Brundin 1949. Corynoneura magna ingår i släktet Corynoneura och familjen fjädermyggor. Enligt den finländska rödlistan är arten nära hotad i Finland. Arten är reproducerande i Sverige. Artens livsmiljö är sjöar. Inga underarter finns listade i Catalogue of Life.